# Jaworzynka Gorcowska
Jaworzynka Gorcowska (1047 m), na mapie Geoportalu Jaworzyna Gorcowska (1086 m), przez miejscową ludność nazywana Piorunowcem – szczyt Gorców znajdujący się w bocznym grzbiecie odbiegającym od Pasma Gorca w południowym kierunku do doliny Ochotnicy. Grzbiet ten oddziela dolinę potoku Jamne od doliny Gorcowskiego Potoku.
Nazwa Piorunowiec pochodzi od tego, że w 1927 r. piorun uderzył tutaj w szałas J. Chlipały (nazwisko wołoskiego pochodzenia) zabijając 3 osoby. Szczyt Jaworzynki jest częściowo porośnięty lasem, ale na jej wschodnich stokach znajdują się otwarte tereny (hale i polany). Są to Hale Gorcowskie i Polany, a po północnej stronie Hale Podgorcowe. Dawniej okolice te tętniły życiem pasterskim, obecnie łąki i pastwiska stopniowo zarastają lasem. W sezonie letnim (lipiec-sierpień) na znajdujących się powyżej Jaworzynki Halach Podgorcowych działa studencka baza namiotowa na Gorcu.
Na górnym końcu Hali Gorcowych, poniżej szczytu Jaworzynki Gorcowskiej znajduje się odremontowana kapliczka.
Z rzadkich w Polsce gatunków roślin stwierdzono na Jaworzynce występowanie widlicza Zeillera.
Grzbietem Jaworzynki Gorcowskiej biegnie granica między wsiami Ochotnica Dolna (stoki wschodnie) i Ochotnica Górna (stoki zachodnie) w województwie małopolskim, w powiecie nowotarskim, w gminie Ochotnica Dolna.

## Szlak turystyczny
Ochotnica Dolna – Jaworzynka Gorcowska – Hale Gorcowskie – Hale Podgorcowe – Gorc Gorcowski – Gorc. Odległość 7,3 km, suma podejść 640 m, suma zejść 40 m, czas przejścia 2:50 h, ↓ 1:40 h.

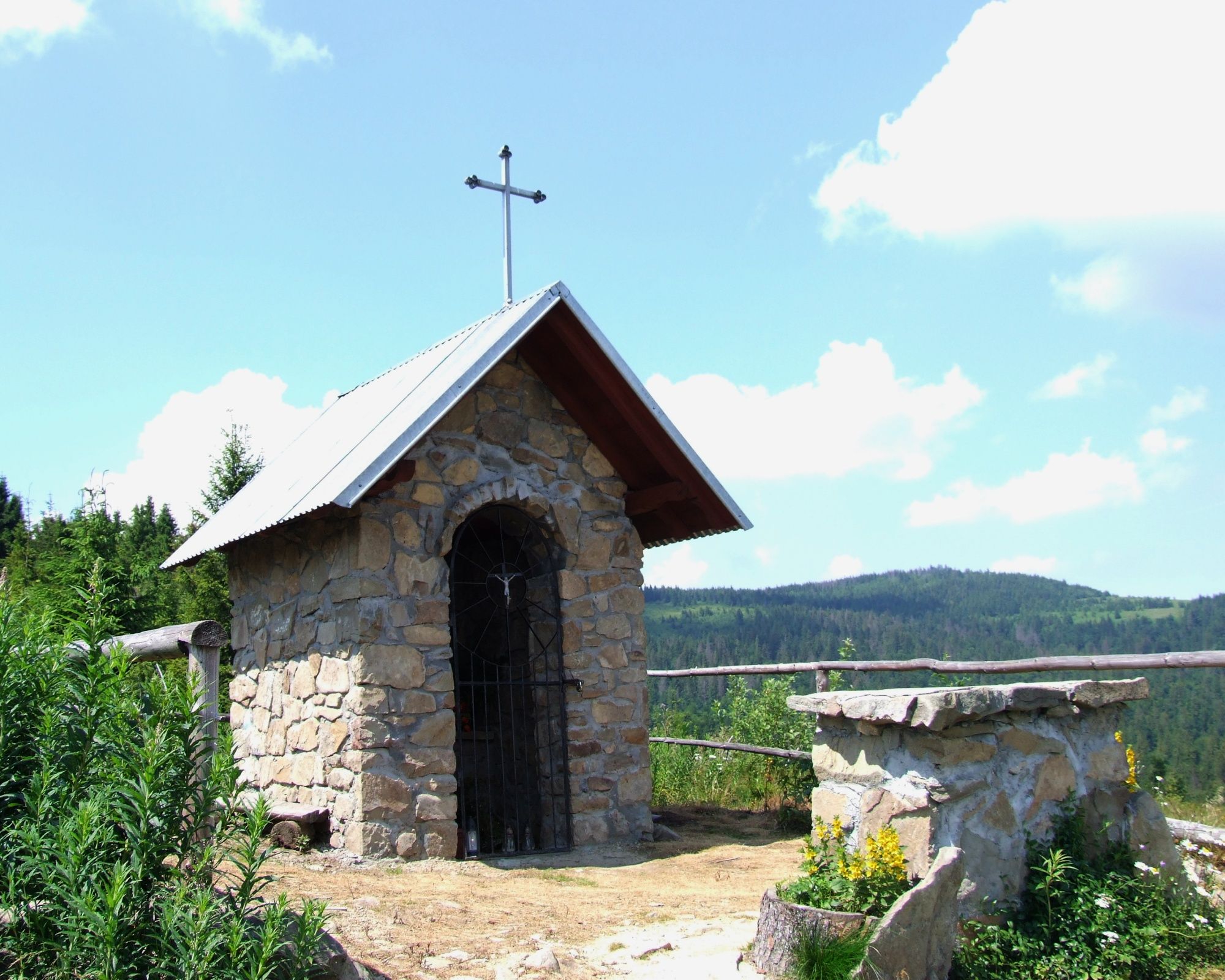
Kapliczka na Jaworzynce Gorcowskiej